# Impatiens zippelii
Impatiens zippelii är en balsaminväxtart som beskrevs av Friedrich Anton Wilhelm Miquel. Impatiens zippelii ingår i släktet balsaminer, och familjen balsaminväxter. Inga underarter finns listade i Catalogue of Life.